# Vassili Markelovitch Pronine
Pour l'homme politique soviétique, voir Vassili Prokhorovitch Pronine.
Vassili Markelovitch Pronine (en russe : Васи́лий Марке́лович Про́нин), né à Koblevo (gouvernement de Toula) le 24 juillet 1905 et mort le 23 novembre 1966, est un réalisateur et directeur de la photographie soviétique.

## Filmographie

### Directeur de photographie
- 1931 : Le Chemin de la vie (Путёвка в жизнь) de Nikolaï Ekk

### Réalisateur
- 1939 : Le Commandant de l'île aux oiseaux ou L'Intendant de l'île aux oiseaux (Комендант Птичьего острова)
- 1941 : La victoire sera derrière nous (ru) (Боевой киносборник № 4)
- 1943 : Le Fils du Tadjikistan (ru) (Сын Таджикистана)
- 1944 : Mars-avril (Март-апрель, Mart-aprel)
- 1946 : Vania l'orphelin (Syn polka)
- 1955 : Saltanat, fille de la montagne (ru)[1] (Салтанат)
- 1957 : Le Voyage au-delà des trois mers (Pardesi)
- 1961 : Les Cosaques (Kazaki)
- 1965 : Notre maison (Наш дом, Nach dom)